# 女医博士
女医博士（にょいはかせ）は、律令制下における女医を養成する医博士で、男性が任命された。

## 概要
『続日本紀』、養老6年（722年）
とあり、養老5年11月1日勅で設置が指示され、この時に実員を置いている。律令の規定によると、女医は女性であって、毎月医博士が、年度末に内薬司が試験して、7年以内に修了させることになっていたが、女医の養成専任の医博士は置かれてはいなかった。
『類聚三代格』の寛平8年10月5日に内薬司を典薬寮に併合したときの太政官符によると、中務省内薬司に定員1名、相当位は医博士と同じく正七位下である。